# Odznaka Grenadierska
„Odznaka Grenadierska” – odznaka Wojska Polskiego II Rzeczypospolitej.

## Ogólny opis
Odznaka grenadierska ustanowiona przez Ministerstwo Spraw Wojskowych w dniu 17 stycznia 1931 dla wyróżnienia żołnierzy, którzy na podstawie wyników klasyfikacyjnych wykazują się umiejętnością władania granatem ręcznym, ma kształt owalnej wypukłej tarczy, na której z jednej strony jest wytłoczona płaskorzeźba przedstawiająca pękający granat z płomieniem, do odwrotnej zaś strony tarczy jest przymocowana sprężynka służąca do zakładania odznaki na pętelkę munduru.

## Wymiary i ciężar
- Ciężar odznaki – 6,8 gramów.
- Wymiary – 30 × 20 mm
- Dopuszczalne odchylenia:
  - od wymiarów mniej lub więcej 3%,
  - od ciężaru mniej lub więcej 5%,
  - odchylenia te nie mogą wpływać ujemnie na wartość użytkową, dokładność wykonania i wygląd zewnętrzny odznaki grenadierskiej.

## Materiał
Odznaka grenadierska powinna być wykonana z blachy z białego metalu (alpakowej), o składzie chemicznym: niklu 14%, miedzi około 60% i cynku około 26%, dopuszczalne są domieszki innych metali w ilości nie więcej niż 1,5%.
- Grubość blachy, użytej do wyrobu odznaki, powinna mieć 1,5 mm.
- Sprężynka do odznaki powinna być wykonana również z blachy z białego metalu o grubości 0,5 mm[3].

Odznakę nosi żołnierz na wysokości pierwszego guzika kurtki, na środku, między guzikiem a wszyciem rękawa, na prawej piersi. Przy oporządzeniu polowym można jej nie nosić.
Dwukrotne przyznanie odznaki grenadierskiej upoważnia właściciela do noszenia jej przy ubiorze cywilnym i nosi ją wtedy w dziurce prawej klapy marynarki.